# Alice Nikitina
Alice Regine Landau, connue comme Alice Nikitina (1900-1978) est une danseuse, professeure et chanteuse d'opéra russe, Elle est l'une des principales danseuses des Ballets Russes de Diaghilev. Elle met définitivement un terme à sa carrière de danseuse en 1937 pour se consacrer à l’art lyrique.

## Biographie
Alice Regine Landau est la fille de Maximilien Landau, né à Częstochowa en  Pologne et décédé en Ukraine en 1919, et Anna Herzenberg, née à Moscou,. Elle est la sœur du joueur de tennis Vladimir Landau. 
Elle étudie à l'école impériale de ballet de Saint-Pétersbourg avec Olga Preobrajenska, Enrico Cecchetti, Elena Poliakova et Nicolas Legat mais elle n'obtient jamais son diplôme. Sa famille quitte Saint-Pétersbourg en 1919 pour Odessa où ils restent un an puis quittent  la Russie. 
Elle fait ses débuts professionnels à l'opéra de Ljubljana, en 1920, puis se produit avec le Ballet romantique de Boris Romanov à Berlin, à partir de 1921. En 1923, elle rejoint les Ballets russes de Diaghilev. Elle crée les rôles de Flore dans Zéphyr et Flore de Léonide Massine en avril 1925, Le Chat dans La Chatte de Georges Balanchine en avril 1927,,, Terpsichore dans Apollon musagète de George Balanchine en 1928, dans Ode de Léonide Massine aussi en 1928 et La Dame dans Le Bal de Bronislava Nijinska en 1929. 
Elle suit les cours de Lioubov Iegorova à Paris.
Après la mort de Diaghilev, en 1929, elle danse dans les revues de Charles B. Cochran (en) à Londres où elle se lie d’amitié avec Alice Delysia. Elle danse avec Anatole Vilzak dans des récitals à Bruxelles et à Paris.  
En 1933, elle danse avec les Ballets Serge Lifar à Londres et se produit avec les Ballets russes de Monte-Carlo de Basil à Covent Garden en 1937, où elle crée le rôle de la Reine dans Le Lion amoureux de David Lichine. 
Après avoir pris sa retraite de danseuse, elle se tourne vers le chant et, à partir de 1938, se produit comme soprano colorature en Italie. Luisa Tetrazzini lui donne gratuitement des leçons à Milan. Sa première apparition a lieu à Palerme, en 1938 dans Rigoletto de Verdi, aux côtés de Giulietta Simionato et Rafaele de Falchi. Elle se retire à Monte-Carlo en 1949, partageant son temps entre le chant et l’enseignement de la danse. Elle ouvre une école de ballet à Paris où elle se distingue par une lutte intransigeante en faveur de la pureté de l’école classique,. 
Elle est l'autrice de Nikitina by Herself (Londres, 1959).

## Vie privée
En 1926, Nikitina rencontre celui qui lui apporte à la fois un soutien et le confort d’une vie plus aisée : Lord Rothermere, magnat de la presse britannique. Âgé alors de cinquante huit ans, il lui propose de l’adopter, mais cela ne se fera pas. D'autres sources indiquent qu'elle a été la maitresse de Lord Beaverbrook.

## Hommages
Au Salon des Artistes français de 1928, le sculpteur Émile Oscar Guillaume (1867-1954) présente une statue en plâtre intitulée La Plainte de Flore - Alice Nikitina (n°3337). Le sculpteur avait fait le connaissance de la jeune danseuse par l'intermédiaire de Lord Rothermere et avait accepté de poser pour lui.

### Iconographie
- La Plainte de Flore, statue en plâtre d'Émile Oscar Guillaume, salon des artistes français, 1928« Salon des artistes français 1928 », sur Gallica, 27 avril 1928 (consulté le 25 novembre 2021).
- Alice Nikitina dans 'La Nuit', aquarelle de Christian Bérard, 1930.
- Photographies d'Alicia Nikitina lire en ligne sur Gallica.
- Photographies d'Alice Nikitina par E. O. Hoppé (en).